# گوران فیورنتینی
گوران فیورنتینی (ایتالیایی: Goran Fiorentini؛ زادهٔ ۲۱ نوامبر ۱۹۸۱) بازیکن واترپلو اهل ایتالیا-کرواسی بود. وی در بازی‌های المپیک تابستانی ۲۰۰۴ شرکت کرده‌است.